# Cimetière intercommunal de Bondy
Le cimetière intercommunal de Bondy est un cimetière se trouvant à Bondy. C'est l'un des deux cimetières de la commune, avec le cimetière communal de Bondy.
Décidé par le Syndicat intercommunal funéraire de la région parisienne, par arrêté du Préfet de la Seine du 21 avril 1961, le cimetière a vu le jour en 1971.
Il est accessible par l'avenue Henri-Varagnat et par la route de Bondy, son prolongement à Aulnay-sous-Bois.

## Description
Ce cimetière abrite un carré israélite et un carré musulman.